# Рио-Гранде (округ)
Ри́о-Гра́нде (англ. Rio Grande County) — округ в штате Колорадо, США. Официально образован в 1874 году. По состоянию на 2010 год, численность населения составляла 11 982 человека.

## География
По данным Бюро переписи США, общая площадь округа равняется 2 362,082 км2, из которых 2 362,082 км2 суша и 1,036 км2 или 0,040 % это водоёмы.

## Население
По данным переписи населения 2000 года в округе проживает 12 413 жителей в составе 4 701 домашних хозяйств и 3 417 семей. Плотность населения составляет 5,00 человек на км2. На территории округа насчитывается 6 003 жилых строений, при плотности застройки около 3,00-х строений на км2. Расовый состав населения: белые — 73,93 %, афроамериканцы — 0,35 %, коренные американцы (индейцы) — 1,26 %, азиаты — 0,23 %, гавайцы — 0,02 %, представители других рас — 21,45 %, представители двух или более рас — 2,76 %. Испаноязычные составляли 41,67 % населения независимо от расы.
В составе 35,10 % из общего числа домашних хозяйств проживают дети в возрасте до 18 лет, 57,80 % домашних хозяйств представляют собой супружеские пары проживающие вместе, 11,20 % домашних хозяйств представляют собой одиноких женщин без супруга, 27,30 % домашних хозяйств не имеют отношения к семьям, 24,10 % домашних хозяйств состоят из одного человека, 10,30 % домашних хозяйств состоят из престарелых (65 лет и старше), проживающих в одиночестве. Средний размер домашнего хозяйства составляет 2,59 человека, и средний размер семьи 3,08 человека.
Возрастной состав округа: 28,10 % моложе 18 лет, 8,00 % от 18 до 24, 25,30 % от 25 до 44, 23,90 % от 45 до 64 и 23,90 % от 65 и старше. Средний возраст жителя округа 37 лет. На каждые 100 женщин приходится 97,10 мужчин. На каждые 100 женщин старше 18 лет приходится 94,40 мужчин.
Средний доход на домохозяйство в округе составлял 31 836 USD, на семью — 36 809 USD. Среднестатистический заработок мужчины был 30 432 USD против 23 005 USD для женщины. Доход на душу населения составлял 15 650 USD. Около 11,30 % семей и 14,50 % общего населения находились ниже черты бедности, в том числе — 18,40 % молодежи (тех, кому ещё не исполнилось 18 лет) и 11,20 % тех, кому было уже больше 65 лет.